# Paradise (comté de Mono, Californie)
Pour les articles homonymes, voir Paradise.
Paradise est une census-designated place du comté de Mono, dans l'État de Californie, aux États-Unis,. En 2020, elle compte une population de 174 habitants.